# Rallus semiplumbeus
La tingua bogotana o rascón andino (Rallus semiplumbeus) es una especie de ave gruiforme de la familia Rallidae endémica de la Cordillera Oriental de Colombia, donde vive en pantanos y humedales entre los 2.000 y 4.000 m de altitud. Está amenazada por la destrucción de hábitat.

## Características

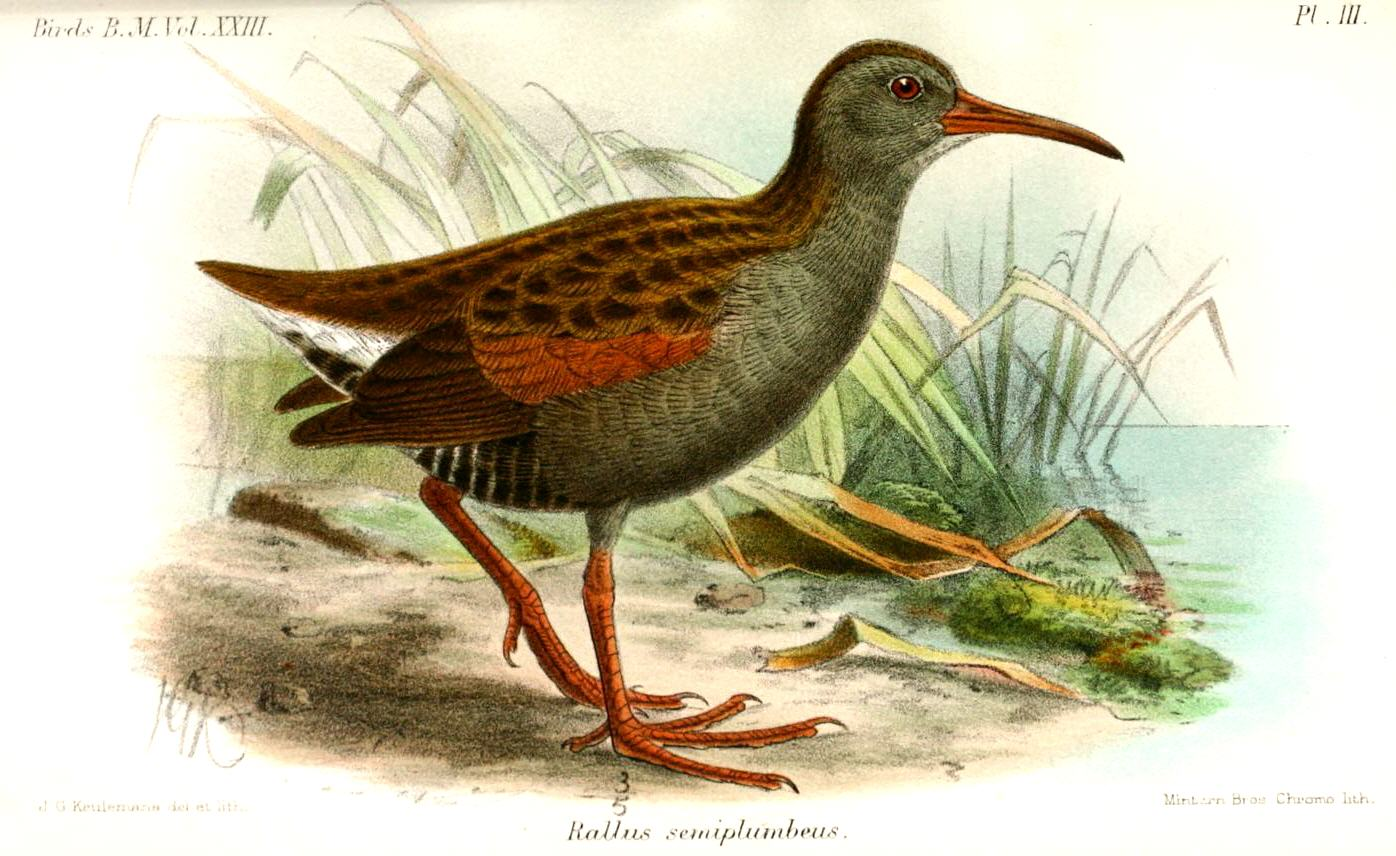

Su pico es largo y levemente curvo, de color rojo. El plumaje del dorso es marrón oliváceo con rayas negruzcas, las alas rojizas y en el vientre de color gris, rayado en la parte trasera. Mide aproximadamente 25 cm. Emite un sonido parecido al de las ardillas, agudo y alto y si se siente amenazada el sonido se repite como un martilleo.

## Historia natural
Se alimenta de invertebrados acuáticos y larvas de insectos y ocasionalmente de cuerpos de pequeños vertebrados muertos. Anida entre la vegetación acuática, donde la hembra pone unos cuatro huevos de color castaño claro con manchas azules y puntos de color castaño oscuro.

## Subespecies
Se conocen dos subespecies de Rallus semiplumbeus:
- Rallus semiplumbeus semiplumbeus  - E Andes de Colombia (Boyacá y Cundinamarca).
- Rallus semiplumbeus peruvianus - Perú (un registro de 1886 en una localidad desconocida).

## Escultura
Con el objetivo de crear conciencia sobre el peligro en que se encuentra la especie a causa de la destrucción de su hábitat natural, los humedales de la sabana, en septiembre de 2015 se inauguró en la avenida Circunvalar con calle 76 una escultura del ave elaborada por la escultora cartagenera Elsa Marina Posada, conocida como Elmar. La obra mide 3 m de alto, 2,30 de largo y 1 de ancho, fue elaborada en concreto, recubierta con mosaico en cerámica y soportada sobre una base de concreto.